# أكيكو آبي
أكيكو آبي (باليابانية: 阿部哲子؛ بالكانا: あべ あきこ) هي مذيعة ‏ يابانية، ولدت في 4 نوفمبر 1978 في يورايسو في اليابان.

## وصلات خارجية
- الموقع الرسمي